# Mason Graham
Mason Graham (Mission Viejo, 2 settembre 2003) è un giocatore di football americano statunitense che milita nel ruolo di defensive tackle per i Cleveland Browns della National Football League (NFL).

## Carriera universitaria

### Stagione 2022
Graham si iscrisse a Michigan nel 2022, trovando spazio in campo già nella sua prima stagione. Disputò tutte le 14 partite, mettendo a segno 27 tackle e 2,5 sack. Il primo sack giunse nella prima gara in carriera, contro Colorado State il 3 settembre 2022. Per le sue prestazioni fu premiato come Freshman All-America da Pro Football Focus.

### Stagione 2023

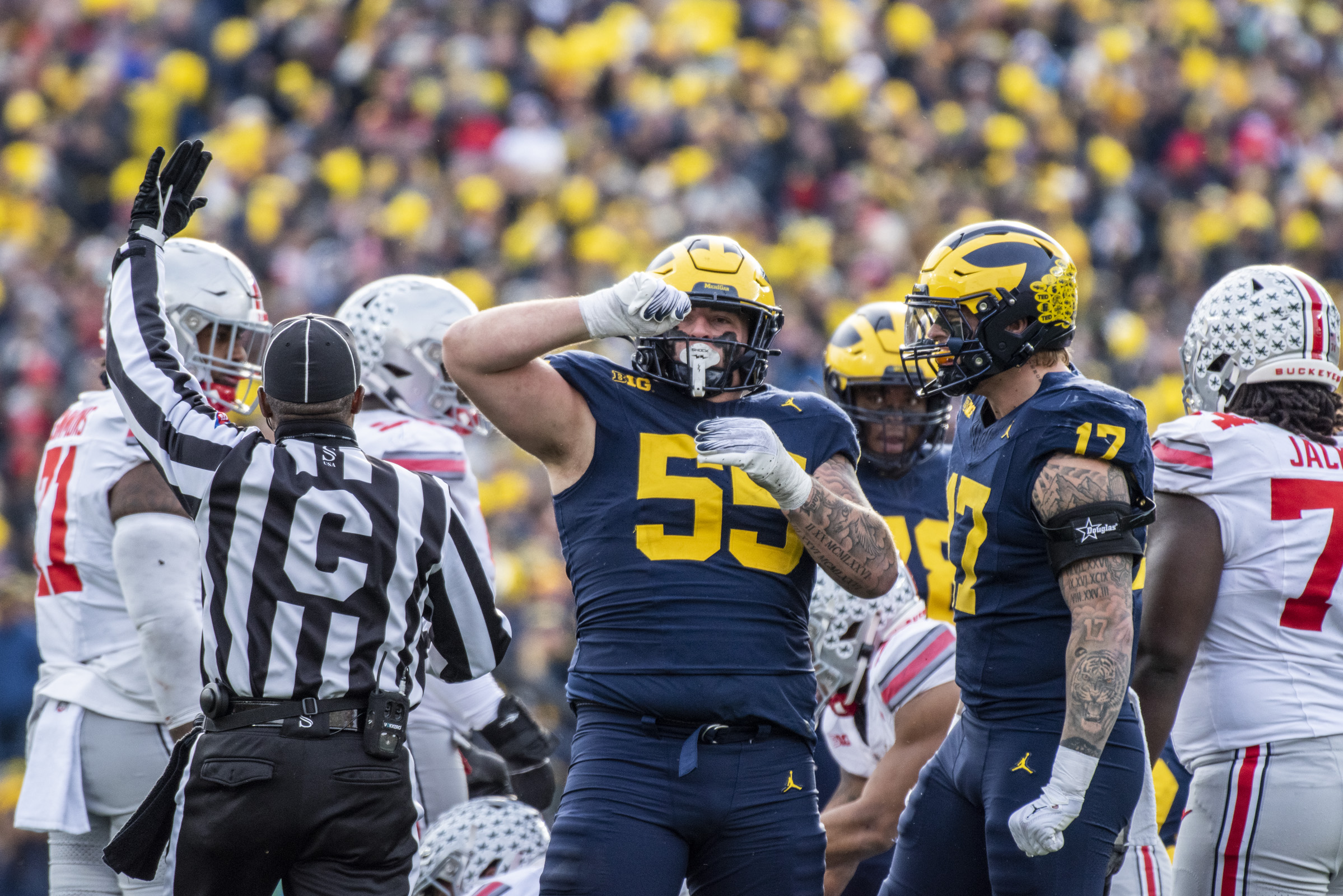
Graham (n. 55) nella vittoria per 30–24 su Ohio State nel 2023

Nel 2023 Graham fu inserito nella seconda formazione All-American da The Sporting News e nella formazione ideale della Big Ten Conference. Disputò 13 partite con i Wolverines, totalizzando 36 tackle, di cui 7,5 con perdita di yard, 3 sack, un fumble forzato e uno recuperato. Fu premiato come miglior difensore del Rose Bowl dopo avere messo a segno 4 placcaggi contro Alabama. La settimana successiva Michigan conquistò il titolo nazionale grazie alla vittoria per 34–13 sui Washington Huskies.

### Stagione 2024
Prima dell'inizio della sua terza stagione, Graham fu classificato come il miglior uomo di linea difensiva interno del college football dai media. Nella settimana 4 contro gli USC Trojans mise a referto 6 placcaggi e un sack. Nel turno successivo contro Minnesota fece registrare 4 tackle e un nuovo primato personale di 2 sack. Nella settimana 6 contro Washington bloccò un field goal e mise a segno 2 tackle e un sack per il terzo turno consecutivo. Chiuse l'annata con 45 tackle, di cui 7 con perdita di yard, e 3,5 sack.
Nel novembre 2024, Graham fu nominato finalista per il Bronko Nagurski Trophy, assegnato al miglior difensore del college football, e dell'Outland Trophy, assegnato al miglior uomo di linea interno (offensivo o difensivo). Fu il quinto giocatore della storia di Michigan a essere finalista del Nagurski Trophy e il sesto dell'Outland. Fu anche premiato unanimemente come All-American, il 27º giocatore della storia dei Wolverines a riuscirvi.
Il 10 dicembre Graham annunciò la sua intenzione di passare tra i professionisti, rinunciando a prendere parte al ReliaQuest Bowl. Chiuse i suoi tre anni di carriera alla University of Michigan con record di squadra di 35-6, due titoli della Big Ten, due selezioni All-American, il premio di MVP del Rose Bowl, un titolo nazionale e un record di 3-0 contro entrambi i rivali di Michigan State e Ohio State. Disputò 39 partite, di cui 27 come titolare, con 108 placcaggi, di cui 18 con perdita di yard, e 9 sack.

## Carriera professionistica

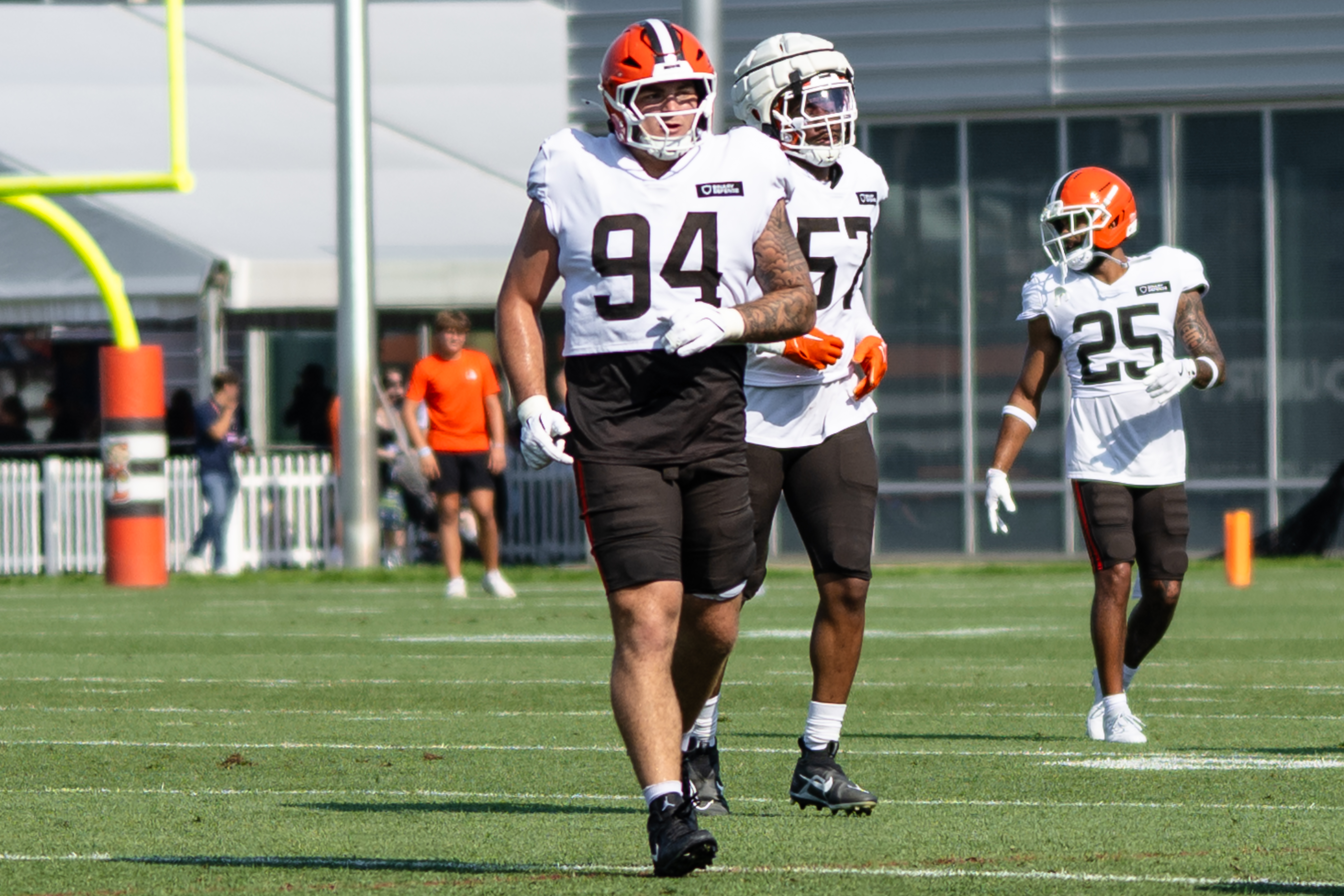
Graham nel training camp il 30 luglio 2025

### Cleveland Browns
Graham era considerato uno dei migliori difensori selezionabili nel Draft NFL 2025. Il 25 aprile fu chiamato come quinto assoluto dai Cleveland Browns.